# Dos mujeres (película de 1960)
Dos mujeres (La ciociara) es una película italiana de 1960 basada en la novela de 1957 La campesina (La ciociara), escrita por Alberto Moravia. Dirigida por Vittorio De Sica, contó con la actuación de Sophia Loren, Jean-Paul Belmondo, Raf Vallone, Eleonora Brown, Carlo Ninchi y Andrea Checchi. Cuenta la historia de una mujer que intenta proteger a su pequeña hija de los horrores de la guerra. La historia es ficticia, pero está basada en hechos reales de 1944 en Roma y el Lacio rural, durante la Marocchinate.
Sophia Loren recibió elogios de la crítica por su interpretación y ganó el Premio del Festival de Cannes a la Mejor Interpretación Femenina. También fue galardonada con el Premio Óscar a la Mejor Actriz. Fue la primera vez que se entregó ese premio a una actriz en película rodada en lengua distinta de la inglesa.

## Sinopsis
Cesira (Loren) es una comerciante viuda que tiene una hija de doce años, Rosetta (Brown), durante la Segunda Guerra Mundial. Tras el bombardeo de Roma, madre e hija huyen a la Ciociaria, una provincia rural y montañosa del centro de Italia, donde nació Cesira. La noche antes de irse, Cesira le pide a Giovanni (Vallone), un comerciante de carbón de su barrio, que accede a cuidar de su tienda en su ausencia. Aunque Giovanni está casado, ambos hacen el amor entre carbones. 
Después de llegar a Ciociaria, Cesira atrae la atención de Michele (Belmondo), un joven intelectual local con simpatías comunistas. Rosetta, que crece por días, ve a Michele como una figura paterna y desarrolla un fuerte vínculo con él. Más tarde, Michele es hecho prisionero por soldados alemanes, que lo obligan a actuar como guía a través del terreno montañoso.
Después de que los aliados capturan Roma, en junio de 1944, Cesira y Rosetta deciden regresar a esa ciudad. En el camino, durante el avance de las tropas aliadas por la península itálica, las dos son violadas en grupo dentro de una iglesia por un grupo de Goumiers, soldados adjuntos de las tropas coloniales francesas durante las llamadas Marocchinate. Rosetta está traumatizada, se vuelve indiferente y distante de su madre y ya no es una niña inocente.
Cuando las dos logran encontrar refugio en un pueblo vecino, Rosetta desaparece durante la noche, lo que provoca que Cesira entre en pánico. Ella cree que Rosetta ha ido a buscar a Michele, pero luego descubre que Michele fue asesinado por los alemanes. Rosetta regresa, después de haber salido con un chico mayor, que le ha regalado medias de seda, a pesar de su juventud. Cesira está indignada y molesta, abofeteando y azotando a Rosetta por su comportamiento, pero Rosetta permanece insensible, emocionalmente distante. Cuando Cesira informa a Rosetta de la muerte de Michele, la joven comienza a llorar como la niña que había sido antes de la violación. La película termina con Cesira consolando a la niña.

## Reparto
- Sophia Loren: Cesira
- Jean-Paul Belmondo: Michele Di Libero
- Eleonora Brown: Rosetta
- Carlo Ninchi: Filippo, padre de Michele
- Raf Vallone: Giovanni
- Andrea Checchi: Un fascista
- Pupella Maggio: Una campesina
- Emma Baron: Maria
- Bruna Cealti: Una refugiada
- Antonella Della Porta: Madre demente
- Renato Salvatori: Florindo
- Franco Balducci
- Luciana Cortellesi
- Curt Lowens
- Tony Calio
- Remo Galavotti

## Premios
| Premio                              | Categoría                                   | Nominado/a                         | Resultado |
| ----------------------------------- | ------------------------------------------- | ---------------------------------- | --------- |
| Premios Oscar                       | Mejor Actriz                                | Sophia Loren                       | Ganadora  |
| Premios Bambi                       | Mejor Actriz Internacional                  | Sophia Loren                       | Ganadora  |
| Blue Ribbon Awards                  | Mejor película extranjera                   | Vittorio De Sica                   | Ganador   |
| Premios BAFTA                       | Mejor Actriz extranjera                     | Sophia Loren                       | Ganadora  |
| Festival de Cannes                  | Palme d'Or                                  | Vittorio De Sica                   | Nominado  |
| Festival de Cannes                  | Mejor Actriz                                | Sophia Loren                       | Ganadora  |
| David di Donatello Awards           | Mejor Actriz                                | Sophia Loren                       | Ganadora  |
| Premios Globos de Oro               | Mejor película de habla no inglesa          | Mejor película de habla no inglesa | Ganadora  |
| Laurel Awards                       | Top Drama                                   | Top Drama                          | Nominada  |
| Nastro d'Argento                    | Mejor Actriz                                | Sophia Loren                       | Ganadora  |
| National Board of Review            | Top Películas extranjeras                   | Top Películas extranjeras          |           |
| New York Film Critics Circle Awards | Mejor película extranjera                   | Mejor película extranjera          | Nominada  |
| New York Film Critics Circle Awards | Mejor Actrz                                 | Sophia Loren                       | Ganadora  |
| Premio Sant Jordi                   | Mejor interpretación en película extranjera | Sophia Loren                       | Ganadora  |

La película fue seleccionada para representar a Italia en los Premios Oscar en la categoría "Mejor película de habla no inglesa", pero fue enviada dos días después de haber cerrado la votación. Mientras tanto, Loren ya había sido seleccionada con anterioridad en la categoría de "Mejor Actriz".